# Boreoheptagyia rotunda
Boreoheptagyia rotunda är en tvåvingeart som beskrevs av Serra-tosio 1983. Boreoheptagyia rotunda ingår i släktet Boreoheptagyia och familjen fjädermyggor.
Artens utbredningsområde är Nepal. Inga underarter finns listade i Catalogue of Life.